# Cartigny-l'Épinay
Cartigny-l'Épinay és un municipi francès situat al departament de Calvados i a la regió de Normandia. L'any 2007 tenia 295 habitants.

## Demografia

### Població
El 2007 la població de fet de Cartigny-l'Épinay era de 295 persones. Hi havia 108 famílies de les quals 20 eren unipersonals (12 homes vivint sols i 8 dones vivint soles), 20 parelles sense fills, 44 parelles amb fills i 24 famílies monoparentals amb fills.
La població ha evolucionat segons el següent gràfic:
Habitants censats

### Habitatges
El 2007 hi havia 133 habitatges, 112 eren l'habitatge principal de la família, 16 eren segones residències i 5 estaven desocupats. Tots els 131 habitatges eren cases. Dels 112 habitatges principals, 92 estaven ocupats pels seus propietaris, 17 estaven llogats i ocupats pels llogaters i 3 estaven cedits a títol gratuït; 4 tenien dues cambres, 17 en tenien tres, 28 en tenien quatre i 63 en tenien cinc o més. 101 habitatges disposaven pel capbaix d'una plaça de pàrquing. A 43 habitatges hi havia un automòbil i a 55 n'hi havia dos o més.

### Piràmide de població
La piràmide de població per edats i sexe el 2009 era:
| Homes | Edats   | Dones |
| ----- | ------- | ----- |
| 0     | 95 o +  | 0     |
| 0     | 90 a 94 | 0     |
| 0     | 85 a 89 | 0     |
| 0     | 80 a 84 | 4     |
| 8     | 75 a 79 | 4     |
| 8     | 70 a 74 | 16    |
| 0     | 65 a 69 | 4     |
| 4     | 60 a 64 | 4     |
| 4     | 55 a 59 | 8     |
| 16    | 50 a 54 | 8     |
| 20    | 45 a 49 | 8     |
| 0     | 40 a 44 | 16    |
| 12    | 35 a 39 | 4     |
| 8     | 30 a 34 | 4     |
| 4     | 25 a 29 | 8     |
| 8     | 20 a 24 | 12    |
| 12    | 15 a 19 | 12    |
| 8     | 10 a 14 | 8     |
| 4     | 5 a 9   | 20    |
| 0     | 0 a 4   | 4     |

## Economia
El 2007 la població en edat de treballar era de 201 persones, 139 eren actives i 62 eren inactives. De les 139 persones actives 130 estaven ocupades (77 homes i 53 dones) i 9 estaven aturades (4 homes i 5 dones). De les 62 persones inactives 16 estaven jubilades, 17 estaven estudiant i 29 estaven classificades com a «altres inactius».

### Ingressos
El 2009 a Cartigny-l'Épinay hi havia 108 unitats fiscals que integraven 293 persones, la mediana anual d'ingressos fiscals per persona era de 13.322 €.

### Activitats econòmiques
Dels 4 establiments que hi havia el 2007, 1 era d'una empresa de construcció, 2 d'empreses de comerç i reparació d'automòbils i 1 d'una empresa d'hostatgeria i restauració.
Dels 2 establiments de servei als particulars que hi havia el 2009, 1 era una fusteria i 1 agència immobiliària.
L'any 2000 a Cartigny-l'Épinay hi havia 20 explotacions agrícoles que ocupaven un total de 1.022 hectàrees.

## Poblacions més properes
El següent diagrama mostra les poblacions més properes.